# Ensembles néo-gothique victorien et Art déco de Mumbai
Les ensembles néo-gothique victorien et Art Déco de Mumbai sont un ensemble de bâtiments publics victoriens (principalement de style néo-gothique) du XIXe siècle et de bâtiments privés Art déco (style de Bombay, ou Indo-Deco) du XXe siècle aux abords du quartier du Fort à Bombay, en Inde. Cet ensemble a été déclaré site du patrimoine mondial de l'UNESCO en 2018,.
Ces bâtiments sont répartis autour de l'Oval Maidan, un grand espace vert qui était autrefois connu sous le nom d'Esplanade. L'est de l'Oval est flanqué des bâtiments publics néo-gothiques, néo-classiques et indo-sarracéniques victoriens, l'ouest l'étant par des bâtiments Art déco, situés dans les secteurs de Back Bay et Marine Drive. Cette inscription vise à sauvegarder un total de 94 bâtiments,. Les ensembles néo-gothique victorien et Art Déco de Mumbai sont représentatifs d'évolutions urbanistiques et architecturales mondialisées sur deux siècles, dans le contexte colonial d'un ancien comptoir transformé en métropole majeure.
Les bâtiments néo-gothiques victoriens du XIXe siècle qui forment l'ensemble classé sont principalement la Haute Cour de Bombay, l'Université de Bombay (Campus du Fort) et la City Civil and Sessions Court (installée dans le bâtiment de l'ancien secrétariat),. Cet ensemble comprend également l'un des repères de Bombay, la tour de l'horloge Rajabai. L'ensemble des bâtiments Art déco du XXe siècle est principalement composé de bâtiments résidentiels privés et du cinéma Eros entre autres.
Cet ensemble de bâtiments néo-gothiques victoriens et Art déco a été ajouté à la liste des sites du patrimoine mondial le 30 juin 2018 lors de la 42ème session du Comité du patrimoine mondial à Manama, Bahreïn.

## Contexte
Bombay (en portugais : Bombaim) est originellement une possession coloniale des Portugais, qui leur avait été cédée en 1534 au terme du traité de Bassein, conclu avec le Sultan du Goudjerate. C'est à partir de 1661 que la ville entre sous le joug anglais, en tant que dot de Catherine de Bragance, princesse du Portugal qui épouse la même année le roi Charles II d'Angleterre. En 1668, le royaume met à disposition de la Compagnie britannique des Indes orientales, alors émergente dans la région, la possession de Bombay sous location. La ville est alors un centre administratif et commercial, dont l'importance s'accroît à mesure que la Compagnie monopolise les activités commerciales maritimes dans la région, et transitionne vers des activités étatiques et coloniales. Particulièrement au XIXe siècle, où les expansions territoriales conduisent Bombay à être la capitale d'une Présidence s'étendant des frontières du Béloutchistan aux portes de Goa, du Deccan au Yémen (Province d'Aden).
Après la Révolte des cipayes entre 1857 et 1859, appelée aussi Première guerre d'indépendance indienne, la Compagnie des Indes est dissoute et ses possessions, transférées à la couronne britannique, forment l'empire colonial des Indes britanniques. Durant cette nouvelle période, un fort désir d'affirmer la grandeur impériale par la construction de bâtiments représentatifs se développe. À Bombay, deux gouverneurs en particulier façonnent le développement urbain de la ville : John Elphinstone (gouverneur de 1853 à 1860) et Henry Bartle Frere (gouverneur de 1862 à 1867). Dans les années 1850 et 1860, l'enceinte fortifiée de Bombay est détruite, libérant du foncier notamment occupé auparavant par les glacis du fort. À partir des années 1860, une politique systématique de mise en valeur des terrains disponibles est mise en place, couplée à un plan de développement urbain.
Une deuxième expansion urbaine dans le centre-ville de Bombay a lieu au début du XXe siècle, lorsque de plus grandes étendues de terre sont gagnées sur la mer entre 1928 et 1942 dans le cadre du Backbay Reclamation Scheme ou « Projet de poldérisation de Backbay ». Cette extension permet notamment la mise en valeur de 552 acres (223 ha) de terrains constructibles. À la même période le style architectural Art déco s'épanouit dans la ville, investissant l'ouest de l'Oval Maidan et le quartier de Churchgate, et plus tard le secteur littoral de Marine Drive dans les années 1940. Un changement architectural porté par la nouvelle classe moyenne et aisée indienne éduquée à l'occidentale, alors émergente, de plus en plus active et engagée politiquement. La popularité de l'Art Déco est aussi liée à l'essor de nouveaux concepts et modes d'organisation de la vie en ville, tels que la séparation entre lieu de résidence et lieu de travail, et l'habitat en immeubles d'appartements modernes. Une rupture durant laquelle se déploient les créations d'une première génération d'architectes modernes indiens. Après l'indépendance de l'Inde en 1947, l'Art déco connaît un certain déclin dans le pays, le Premier ministre Jawaharlal Nehru inaugurant le Modernisme comme style architectural de l'Inde moderne et indépendante.

## Description
Le périmètre classé au patrimoine mondial est situé au sud de la péninsule de Bombay ou l'île de Salsette, couvrant une superficie de 66,34 hectares et entouré d'une zone tampon de 378,78 hectares. Il comporte 94 bâtiments à valeur patrimoniale et l'espace vert de l'Oval Maidan. Ces bâtiments sont remarqués pour leur architecture fluctuante selon leur période d'édification, principalement de style victorien au XIXe siècle et Art déco au XXe siècle. Certains, construits au tournant des XIXe et XXe siècles, peuvent être de style indo-sarrasin, quand d'autres bâtis au début du XXe siècle, sont de style dit édouardien.
L'architecture victorienne y est surtout manifestée dans son style néo-gothique, caractérisés par des éléments architecturaux tels que des flèches, des poivrières, des arcs brisés, des trilobes, des quatre-feuilles, des gargouilles et des voûtes. L'architecture néo-gothique victorienne de Bombay est aussi insufflée d'éléments architecturaux indiens, tels que des toits couverts avec des tuiles en terre cuite, des balcons ajourés, des sculptures ornementales de personnages et de thèmes indiens, des vérandas, etc. Le caractère indien de ces bâtiments est renforcé par l'emploi de matériaux de construction locaux et leur travail par des artisans et des ouvriers indiens. Le principal matériau de construction employé est le basalte, extrait du Deccan, les éléments décoratifs et les façades sont réalisés avec le calcaire de Porbandar (Goudjerate).
Le style indo-sarrasin, surtout populaire entre la fin du XIXe siècle et le début du XXe siècle, se veut être une tentative britannique de créer un style « entièrement indien ». Les éléments architecturaux indiens et indo-musulmans, notamment ceux de l'architecture des sultanats du Deccan, y sont proéminents, tels que des dômes, des chhatris, des corbeaux, des minarets, des jalis et des jharokas.
Le stylé édouardien, qui émerge sous le règne d'Édouard VII, est un style d'influence néo-Renaissance qui utilise des façades classiques avec des éléments stylistiques correspondants tels que les pignons ornementaux, des colonnes corinthiennes, des hauts pilastres et des sculptures ornementales classiques au-dessus des fenêtres. Seuls quelques bâtiments ont été construits dans ce style, dont l'actuelle National Gallery of Modern Art (Bombay).
Les bâtiments Art déco ont été construits dans les années 1930 et 1940, sur les secteurs gagnés par le programme de poldérisation de Backbay. À l'époque de leur édification, il s'agissait des premiers bâtiments art déco construits en Inde. Le béton armé est le matériau de construction majeur, également combiné avec des matériaux plus traditionnels tels que la brique et le pavé. Ici aussi, des éléments indiens sont insufflés, dans les composants en bois ou en marbre, le carrelage, les formes et l'imagerie décorative inspirées de l'Inde, donnant lieu à une typologie architecturale propre appelée « Indo-déco ». Les bâtiments Art déco de Bombay sont considérés comme formant le « plus grand ensemble cohérent de bâtiments Art déco à l'est de Suez ».

## Galerie

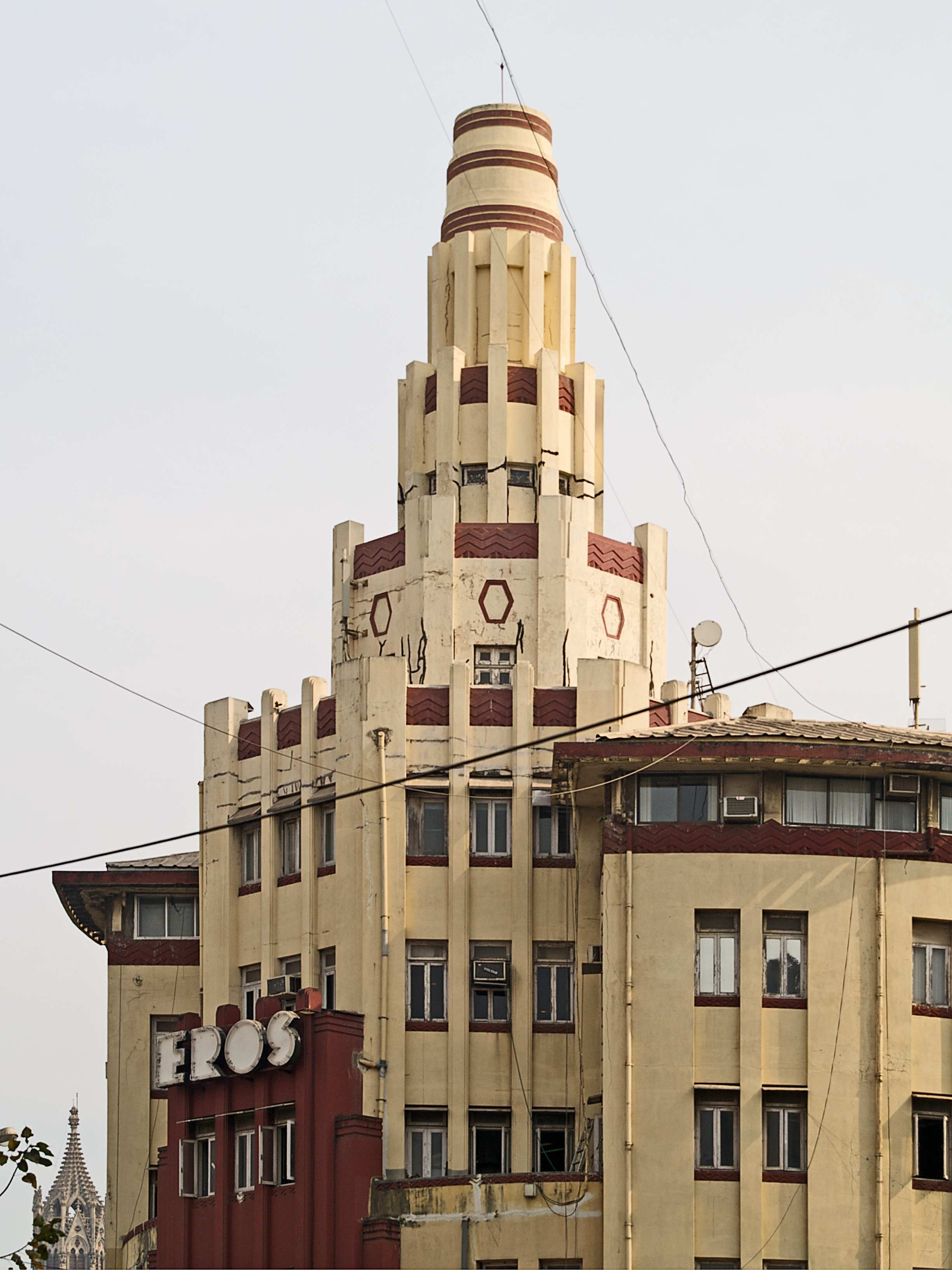
Le cinéma Eros
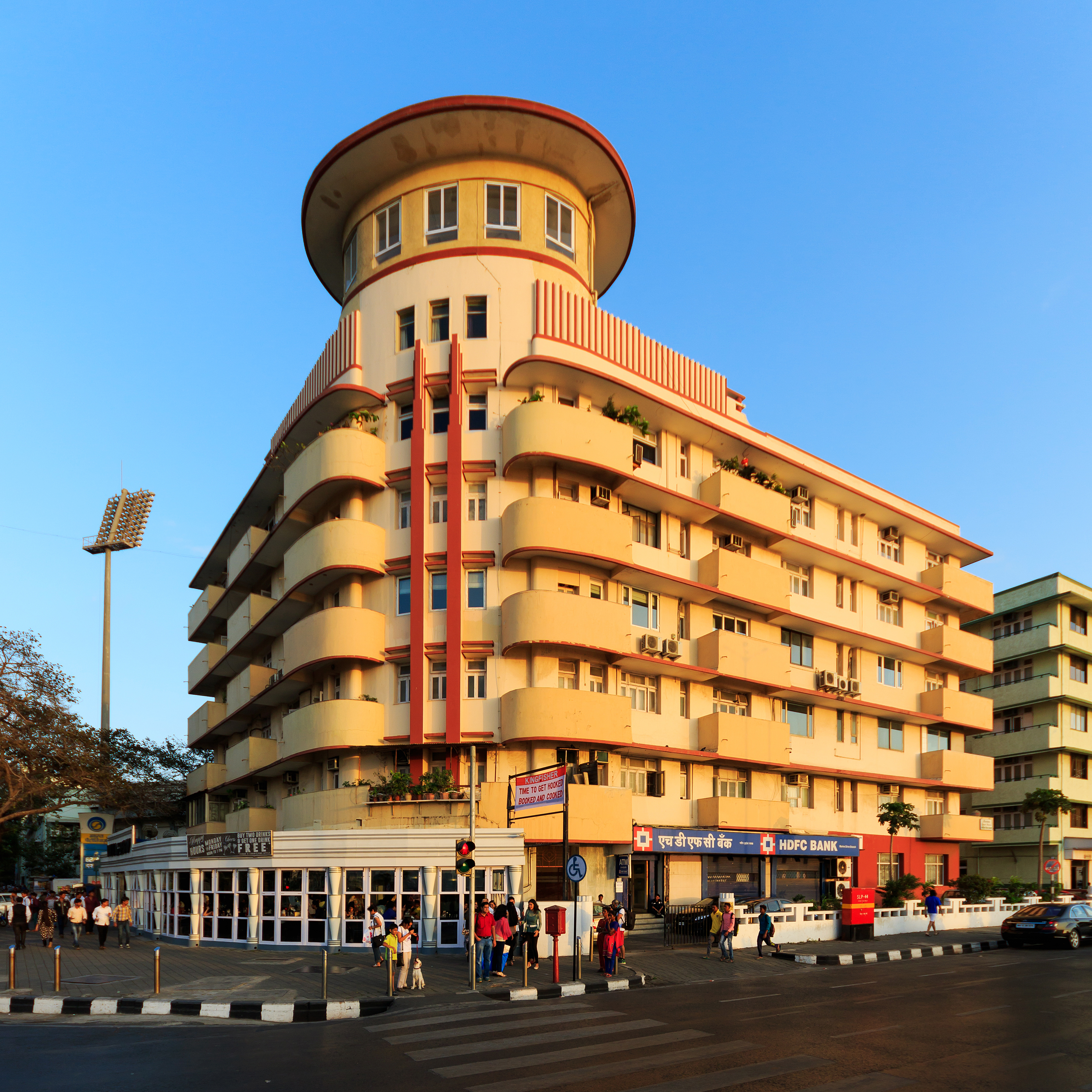
L'immeuble Soona Mahal, Marine Drive
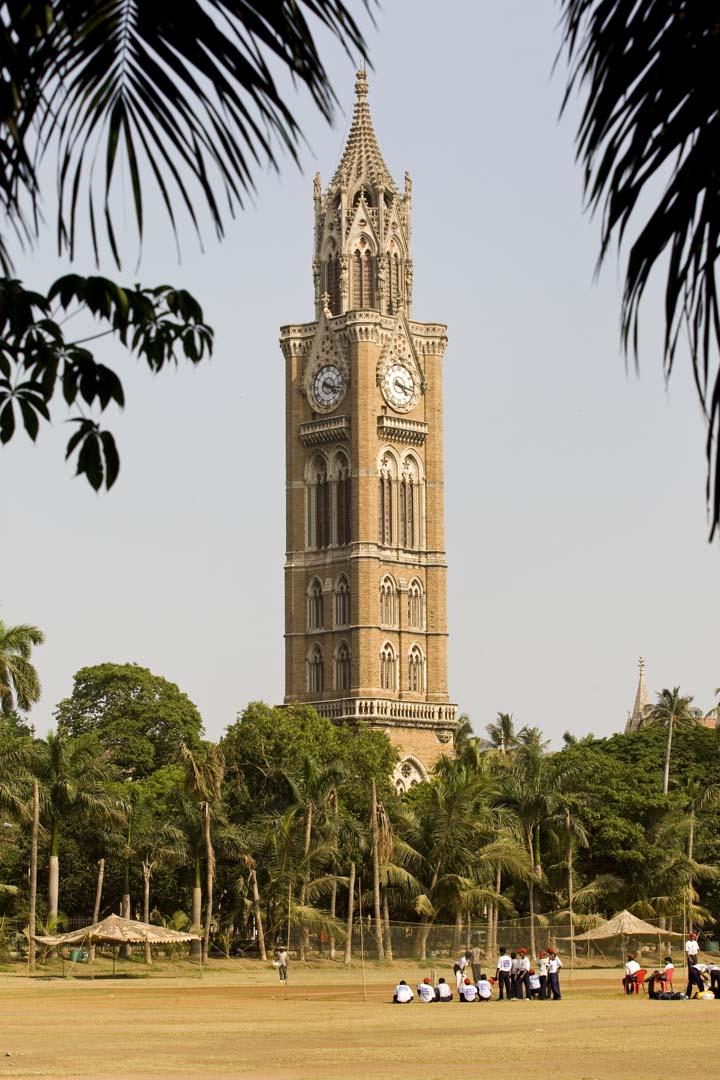
Tour de l'horloge Rajabai
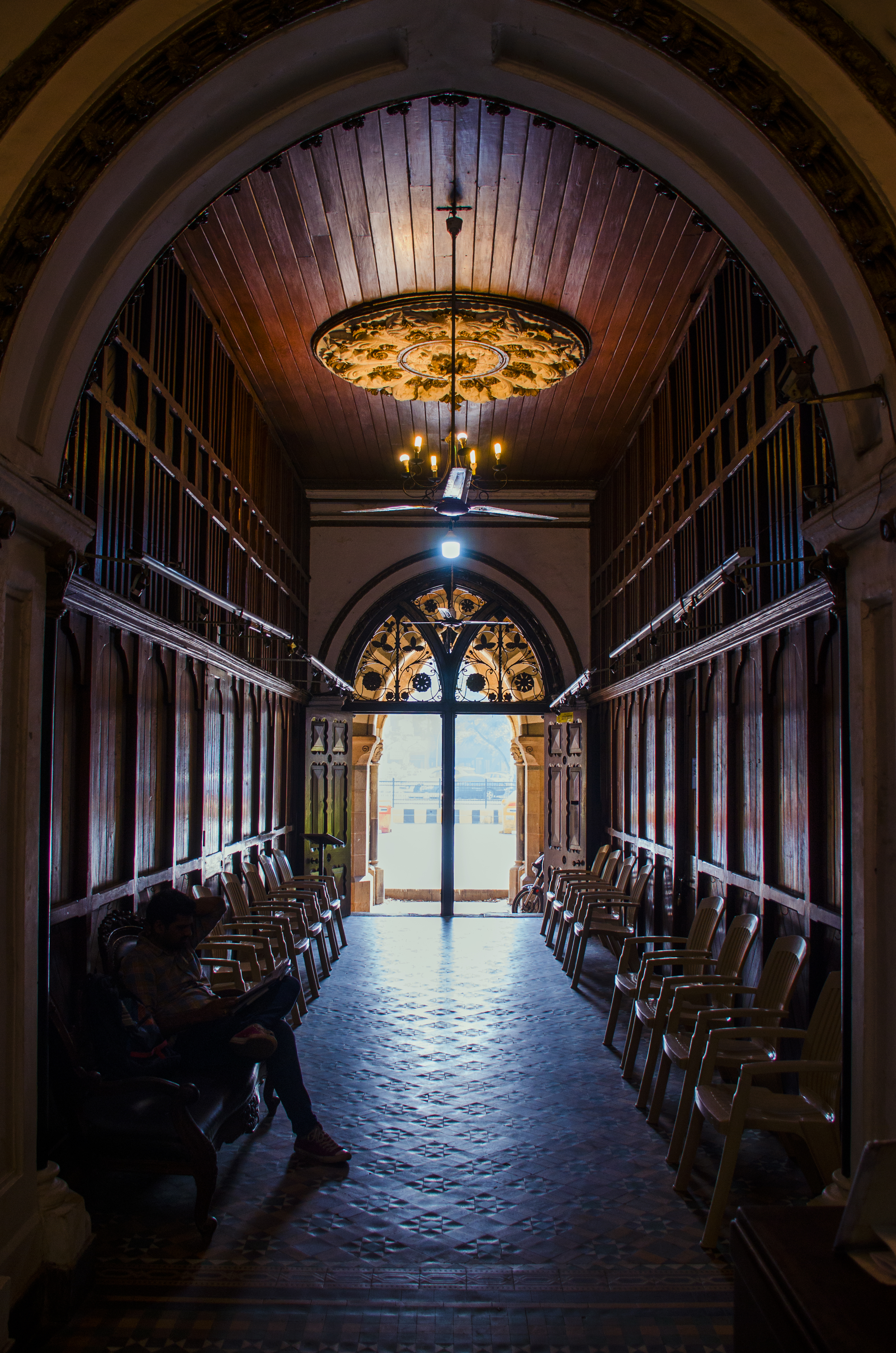
Bibliothèque David Sassoon
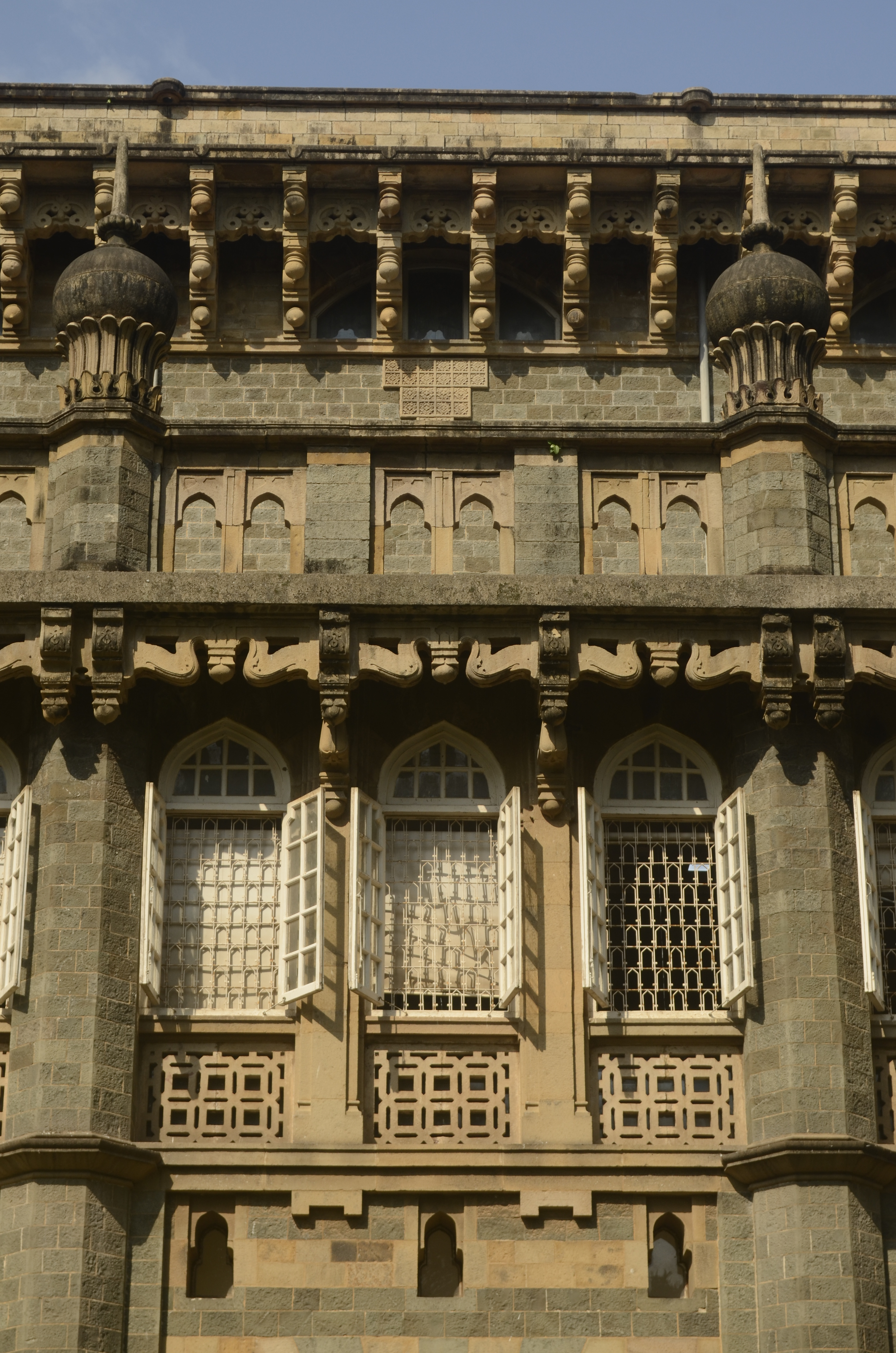
Façade du CSMVS
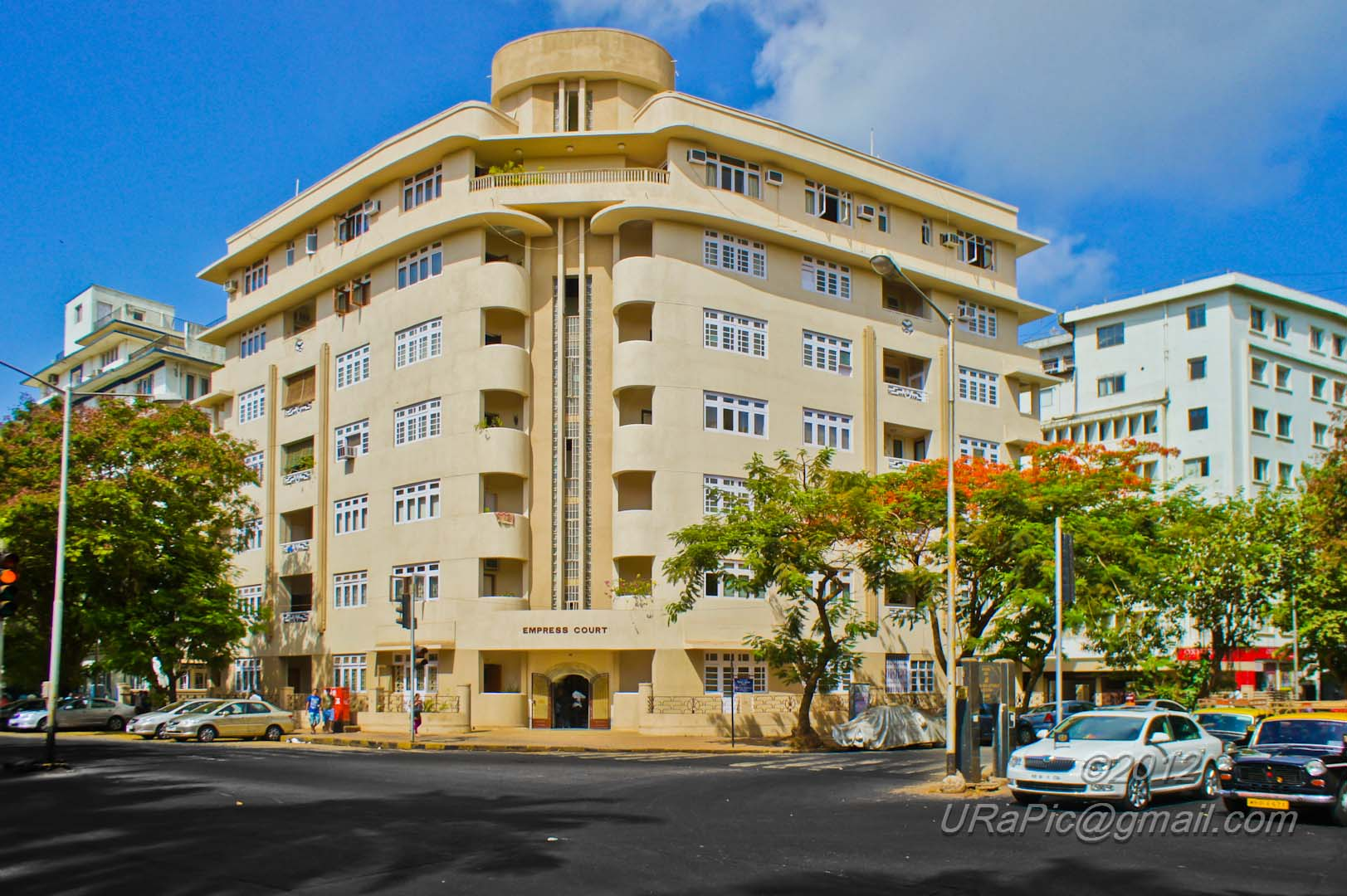
L'immeuble Empress Court, Churchgate
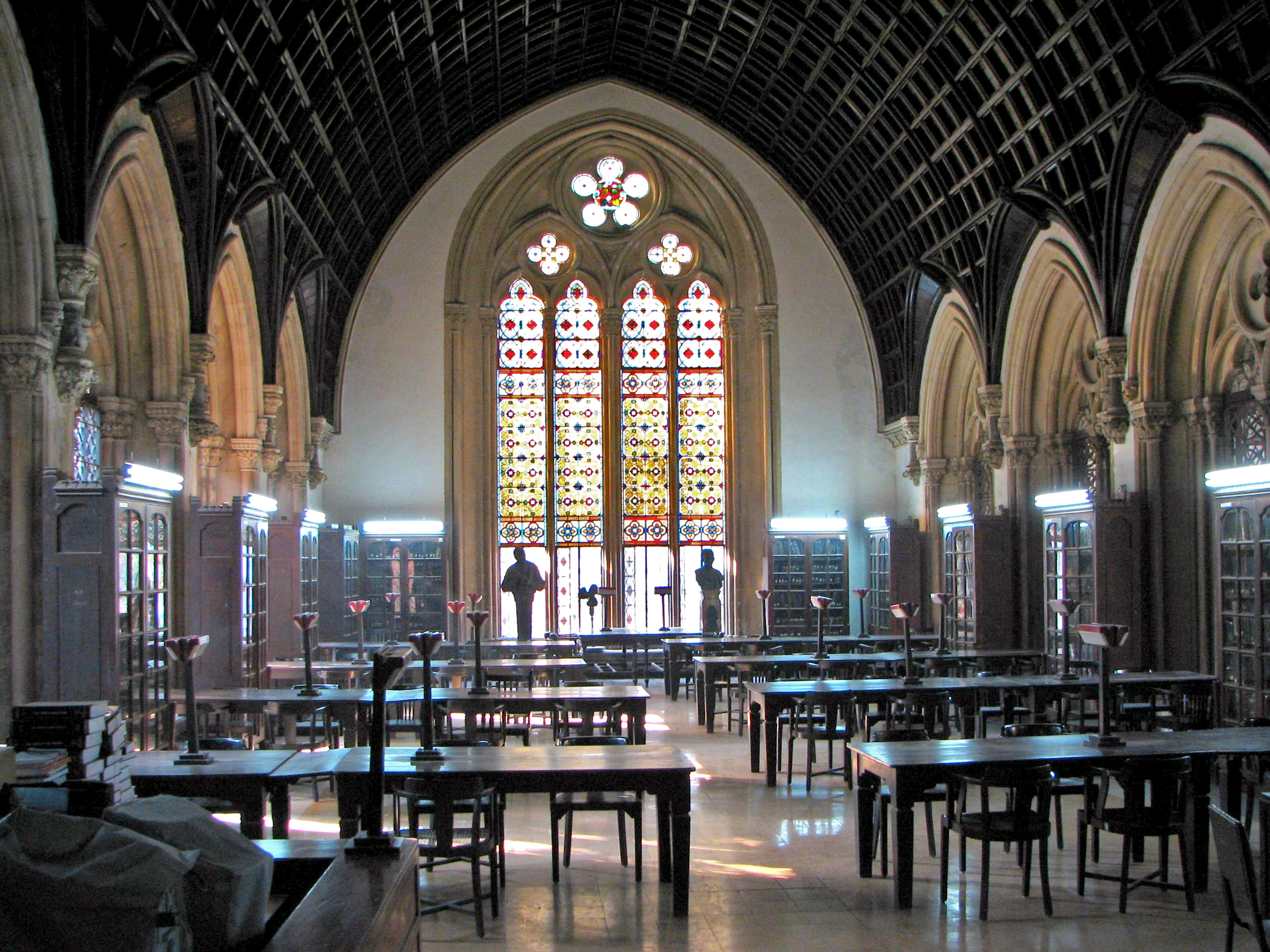
La bibliothèque de l'Université de Bombay (campus du Fort)
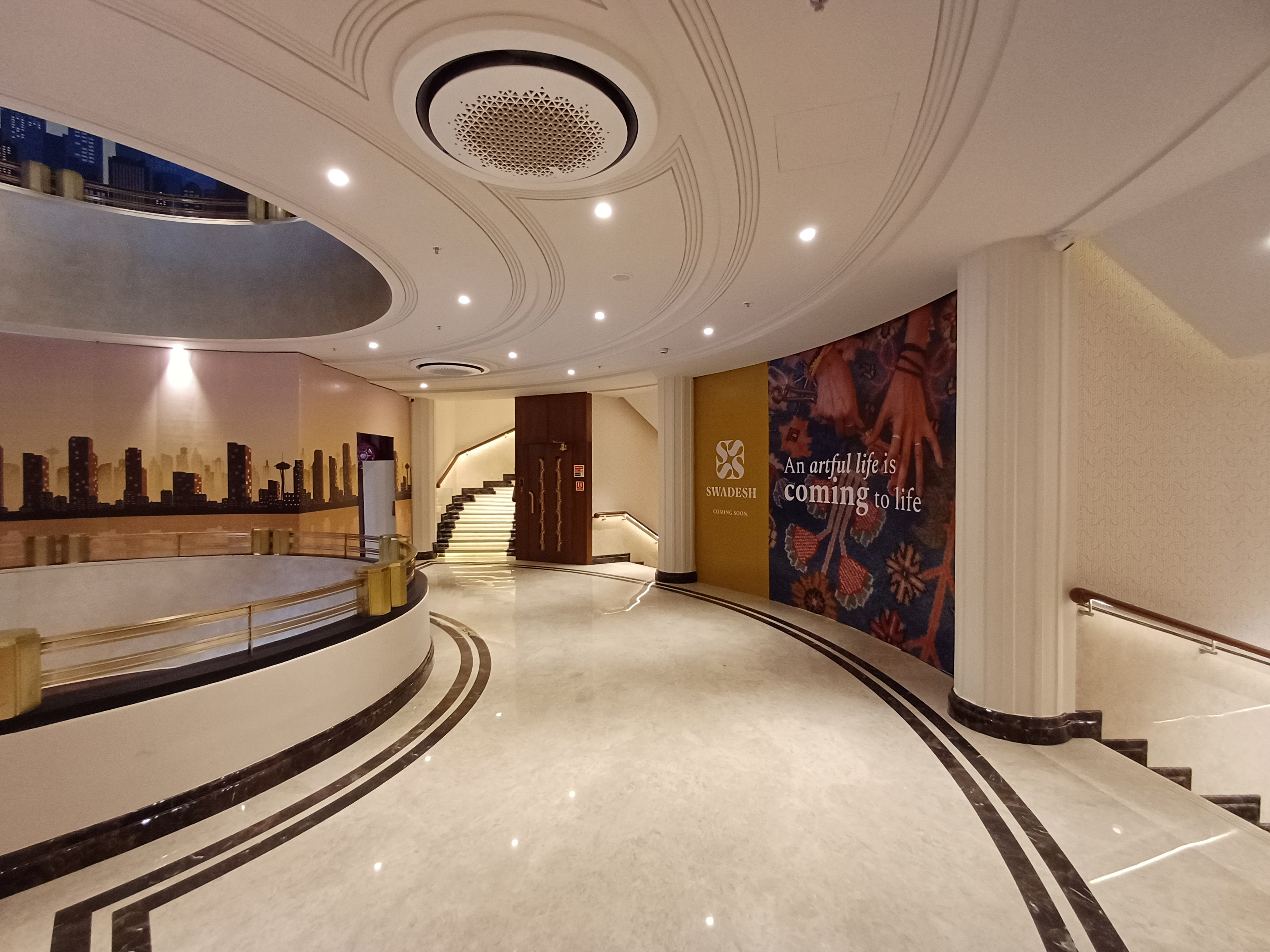
Vue d'intérieur sur un des étages du cinéma Eros
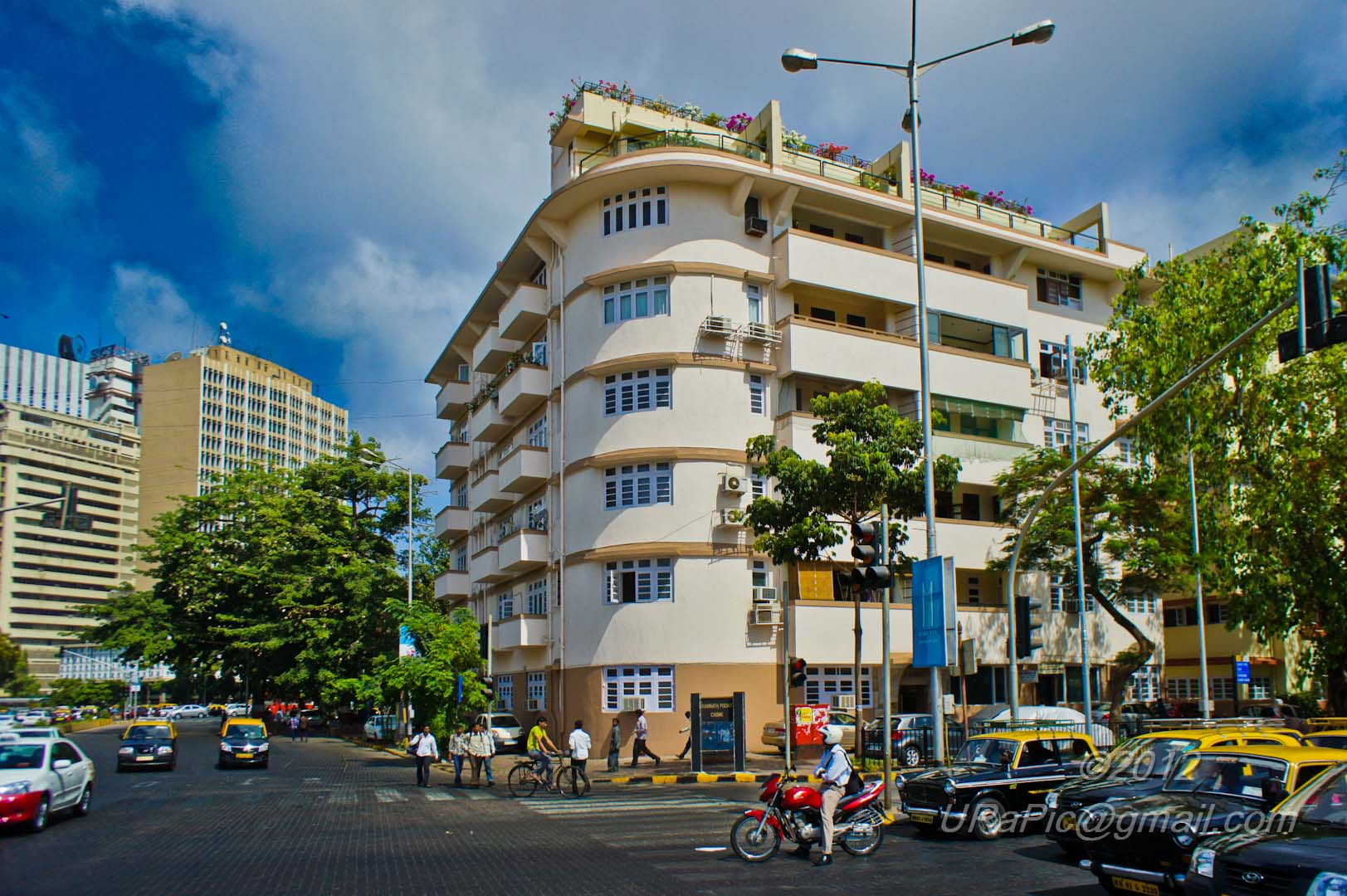
L'immeuble Moonlight, Churchgate
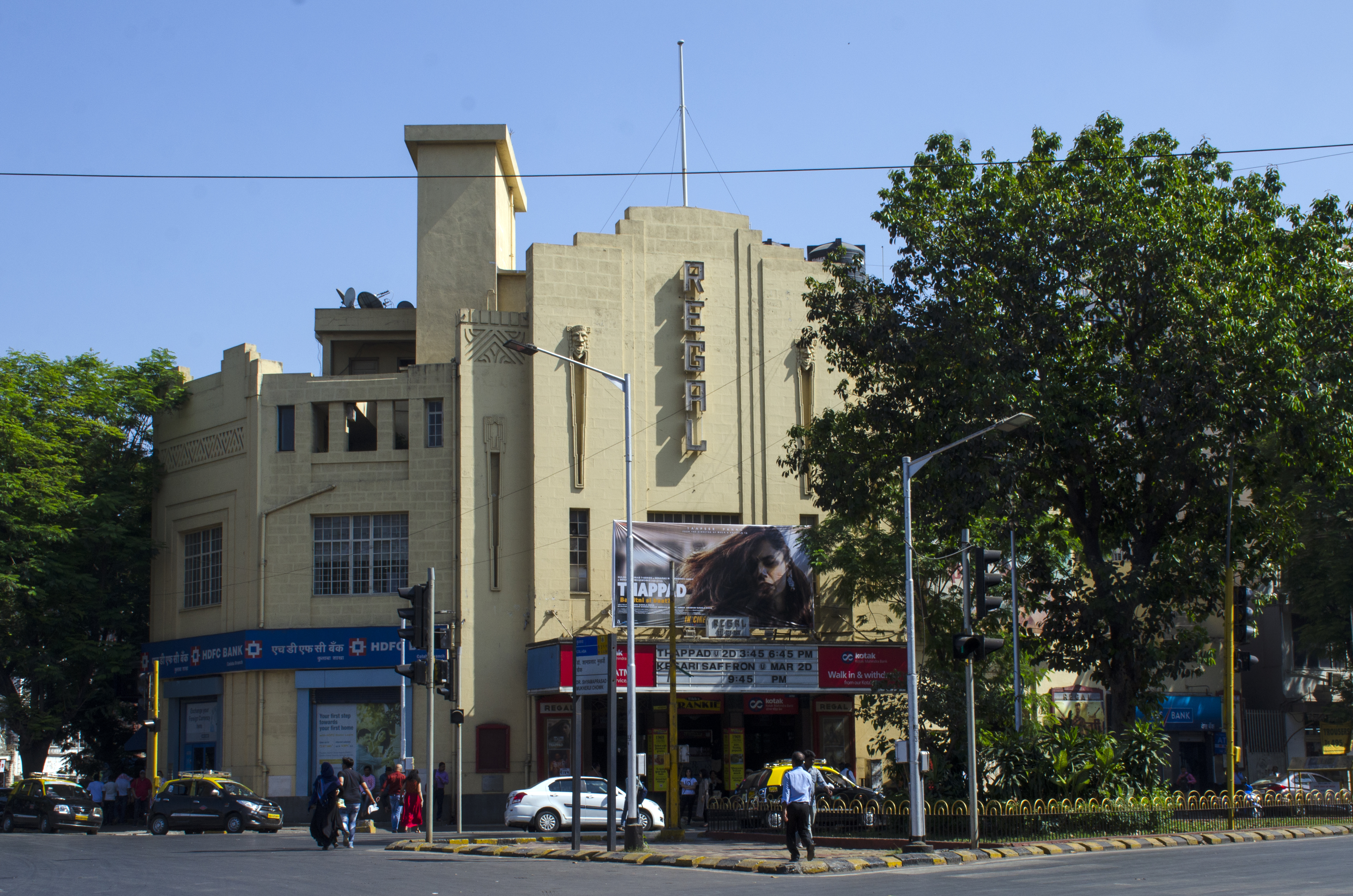
Le cinéma Regal
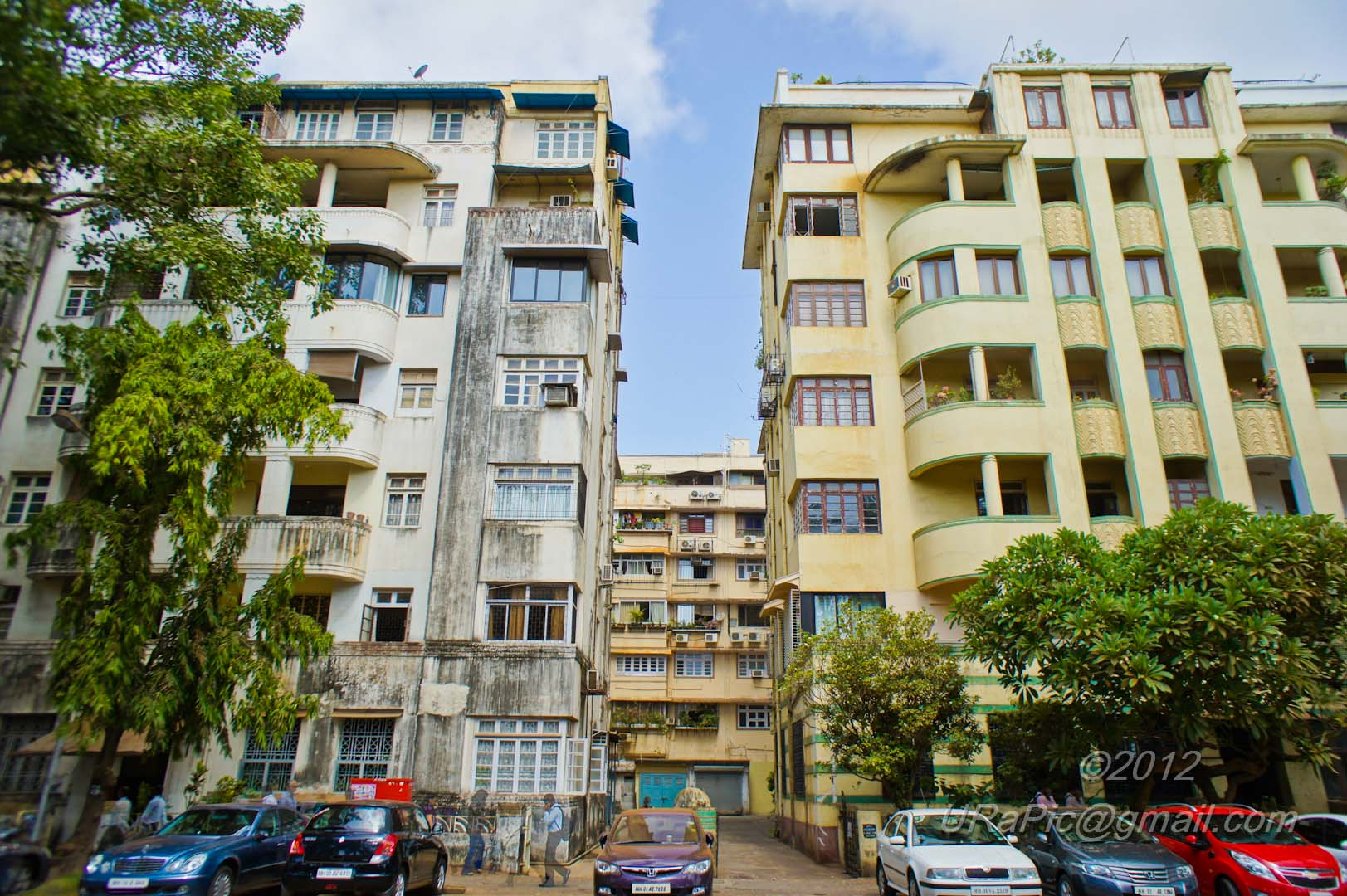
Les immeubles Queen's Court et Green Fields, Churchgate
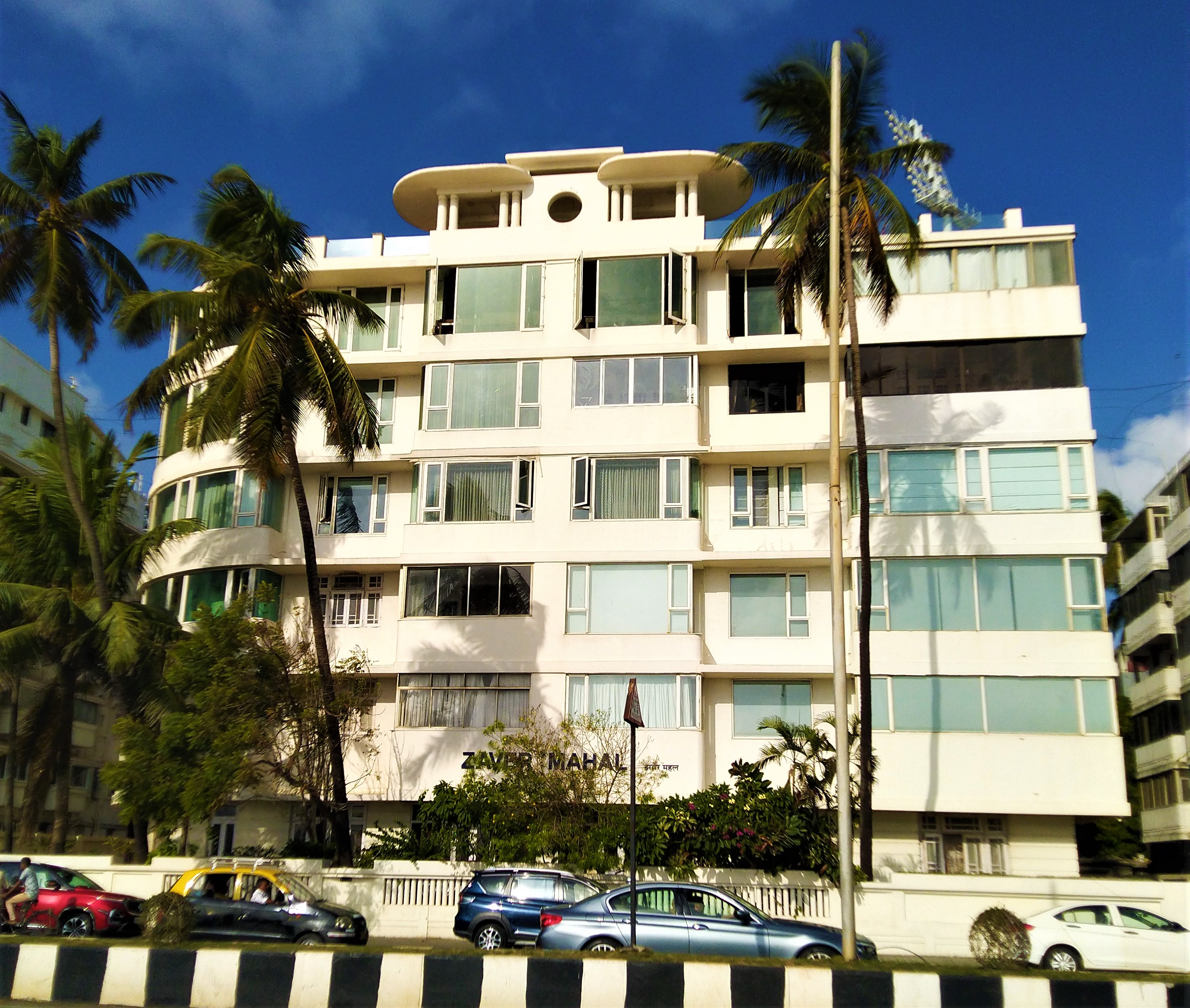
L'immeuble Zaver Mahal, Marine Drive
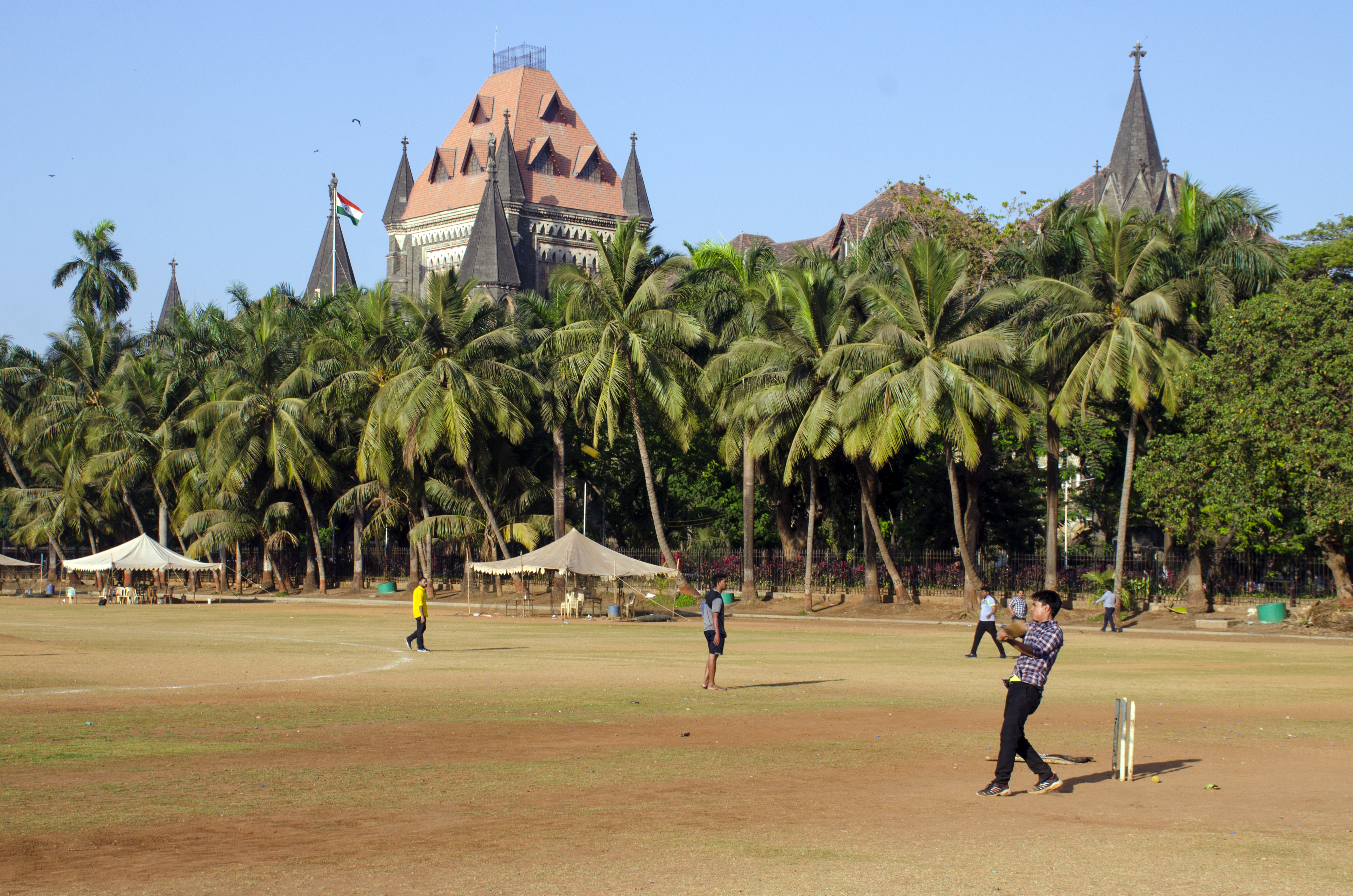
Vue vers la Haute Cour de Bombay et le secteur victorien du site, depuis l'Oval Maidan
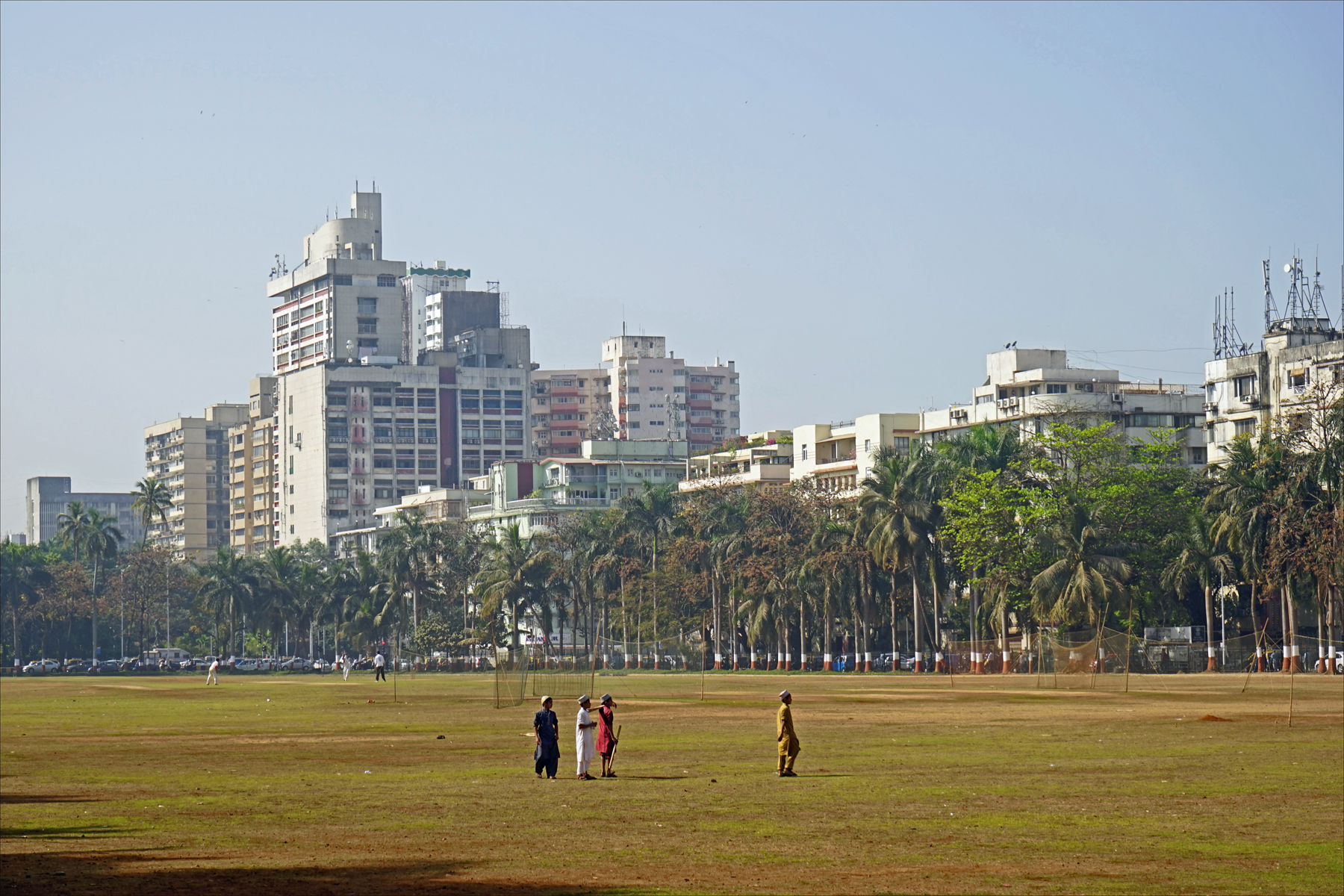
Vue vers les gratte-ciels de Nariman Point et le secteur Art Déco, depuis l'Oval Maidan
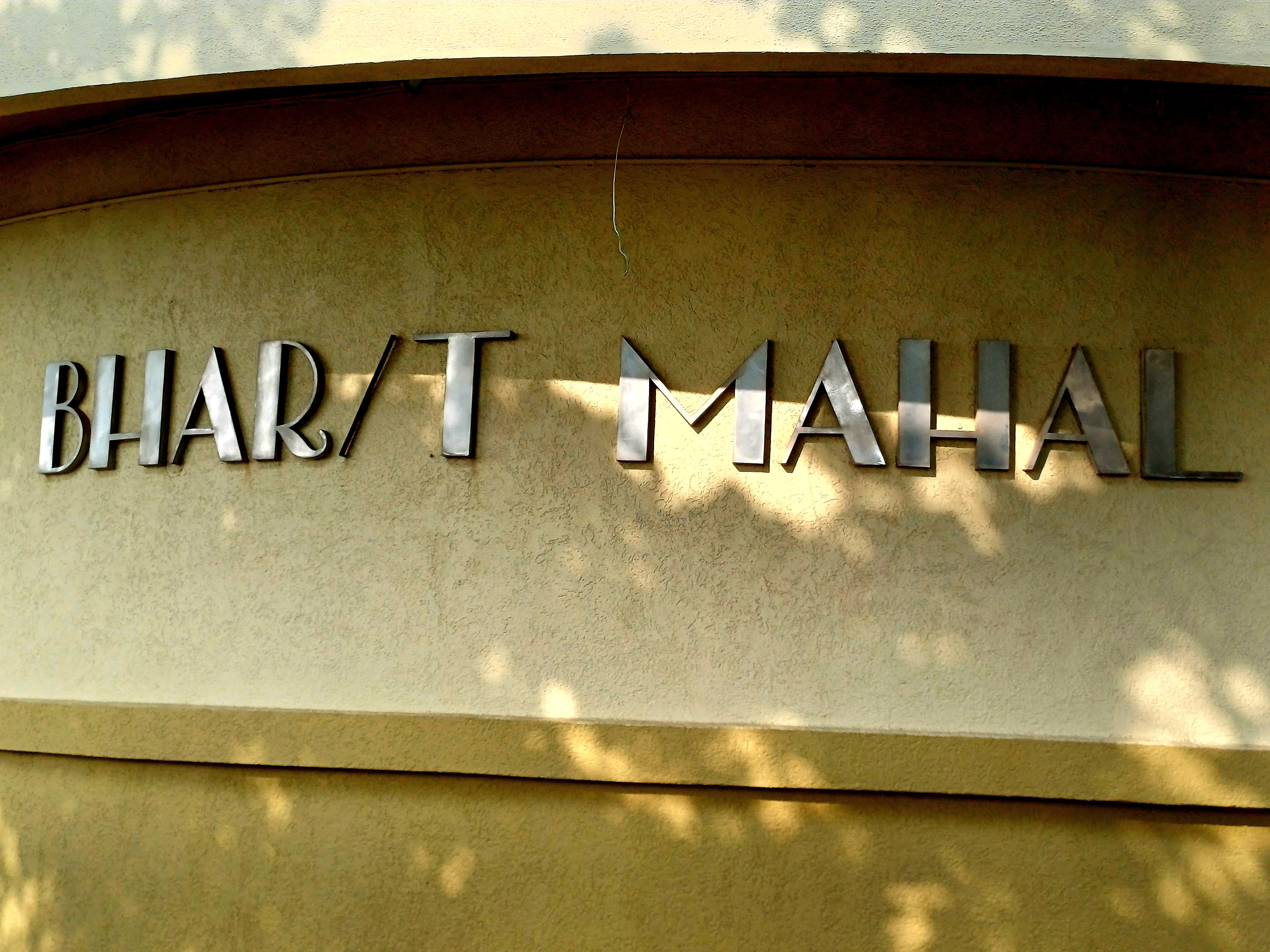
Signalétique de l'immeuble Bharat Mahal, Marine Drive
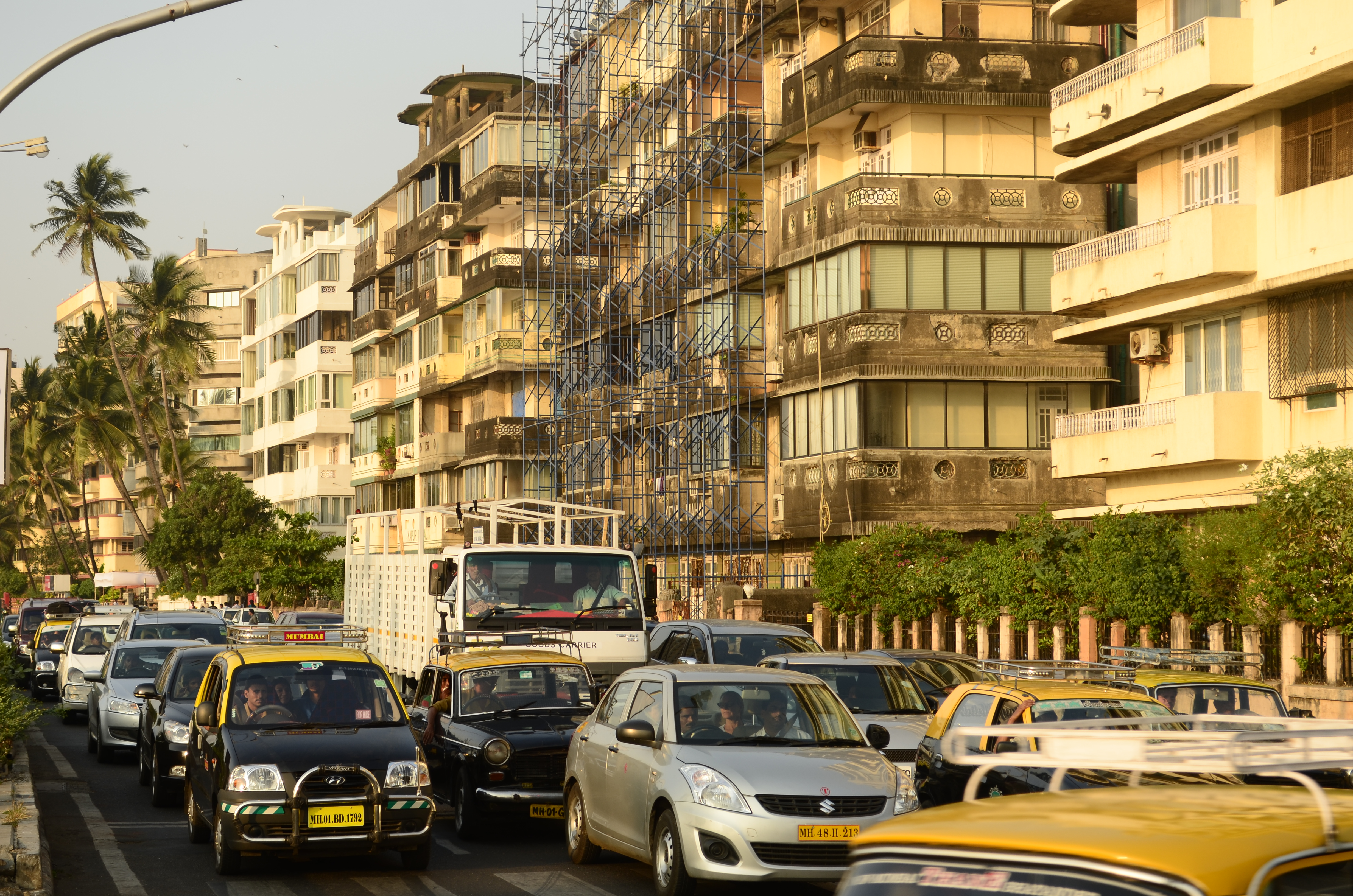
Immeubles Art Déco, Marine Drive
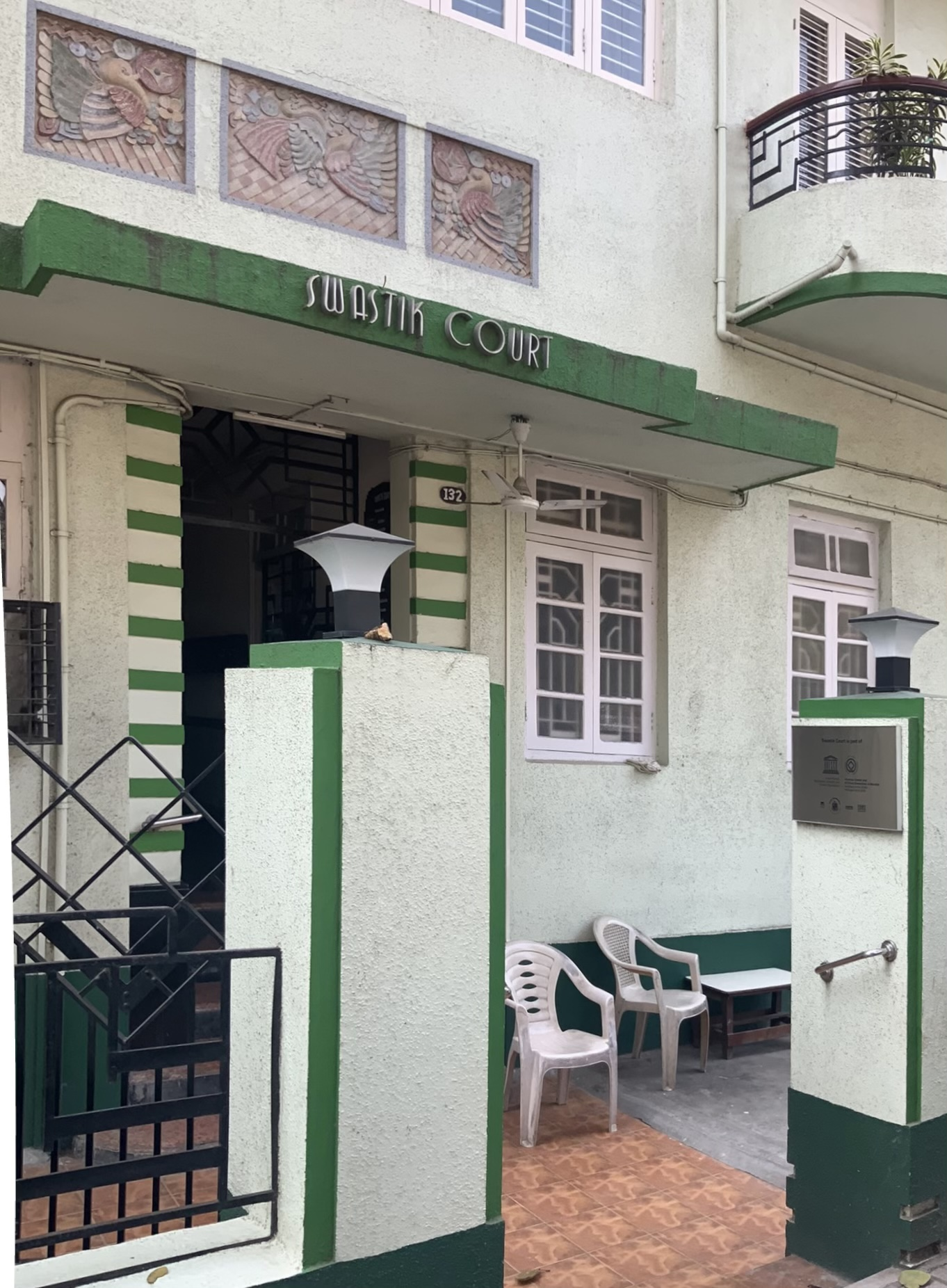
Entrée du Swastik Court, Churchgate
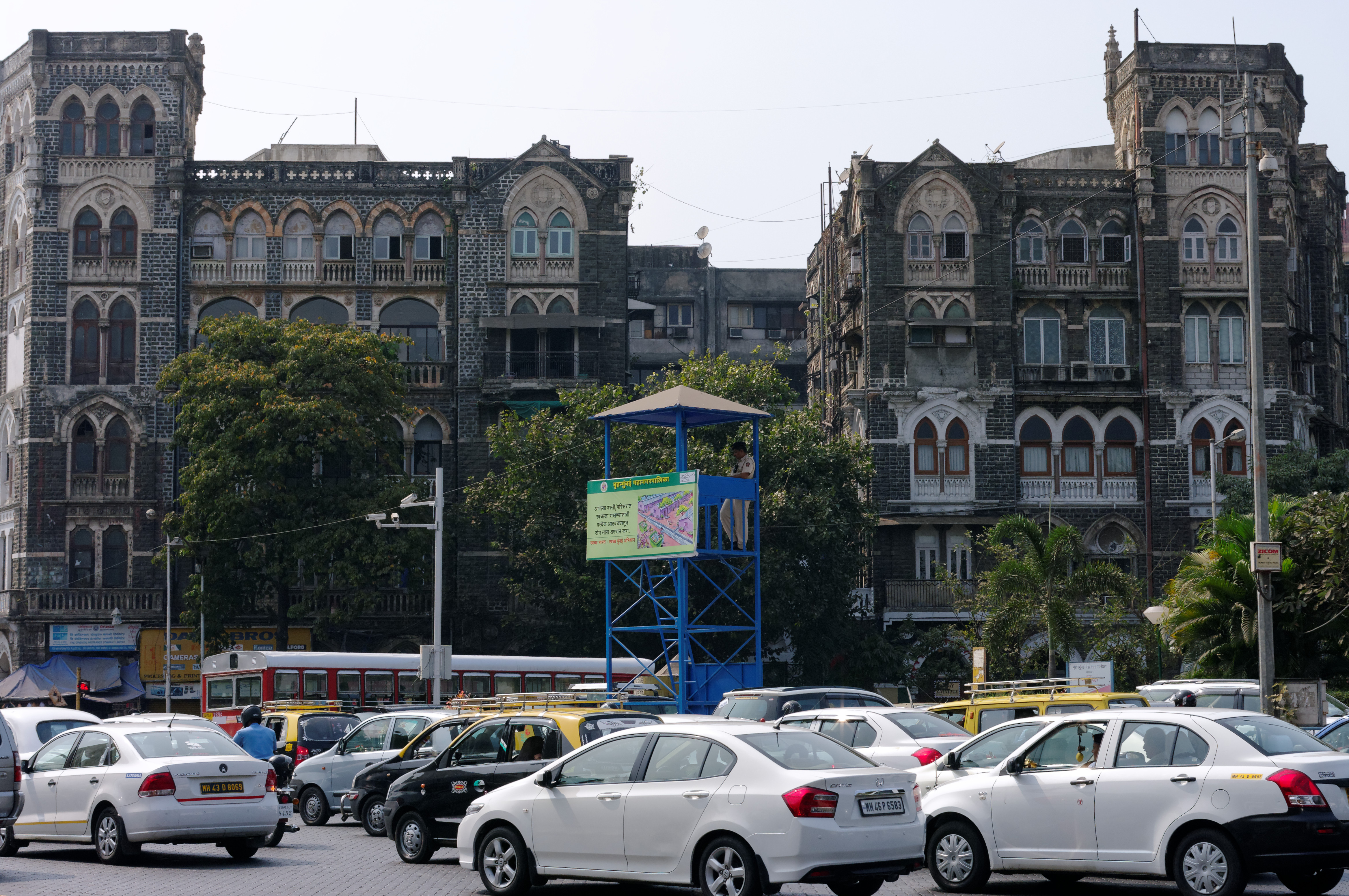
Le Indian Mercantile Mansion, aux abords de Colaba
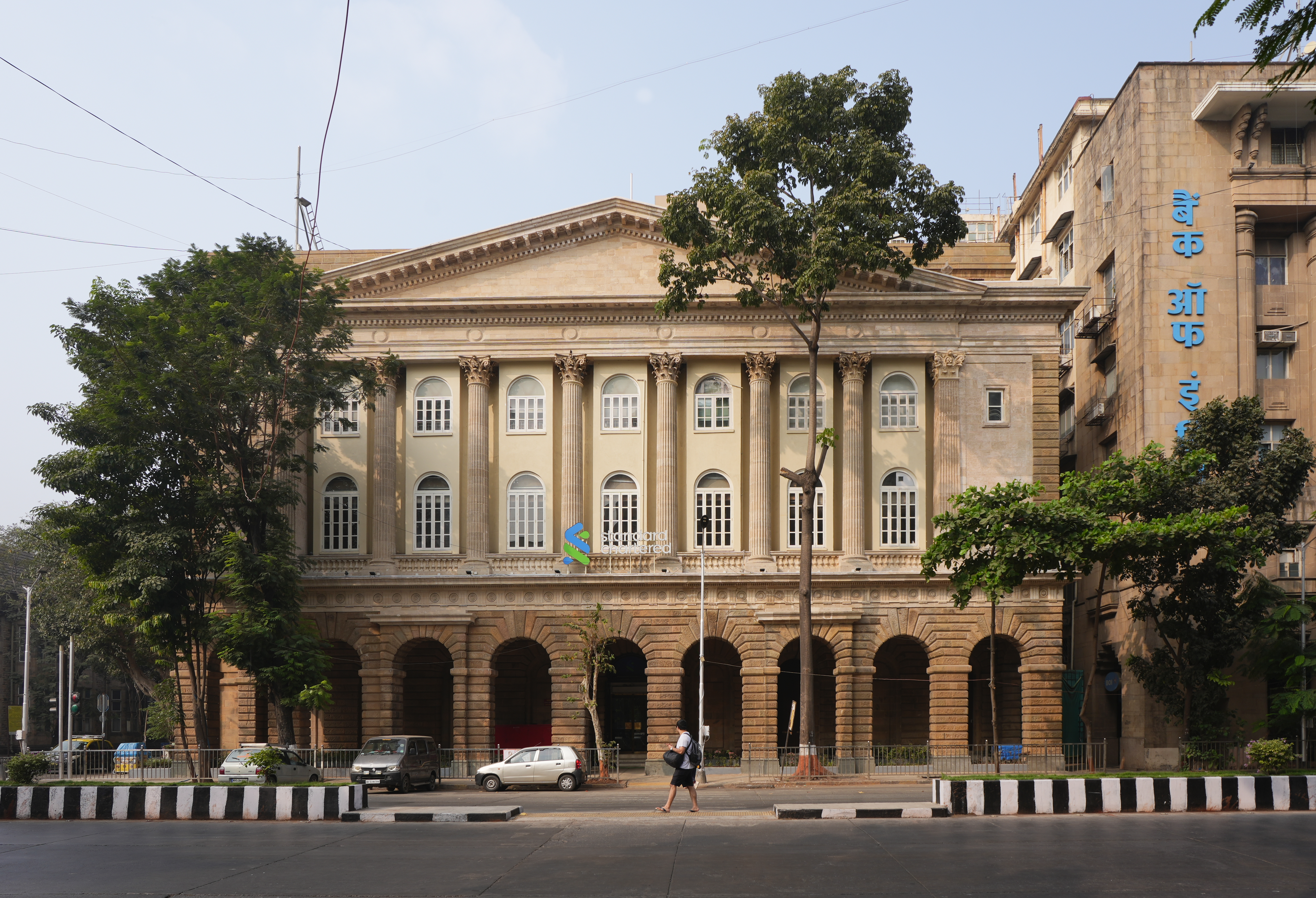
Bureau de banque de la Standard Chartered Bank, Fort
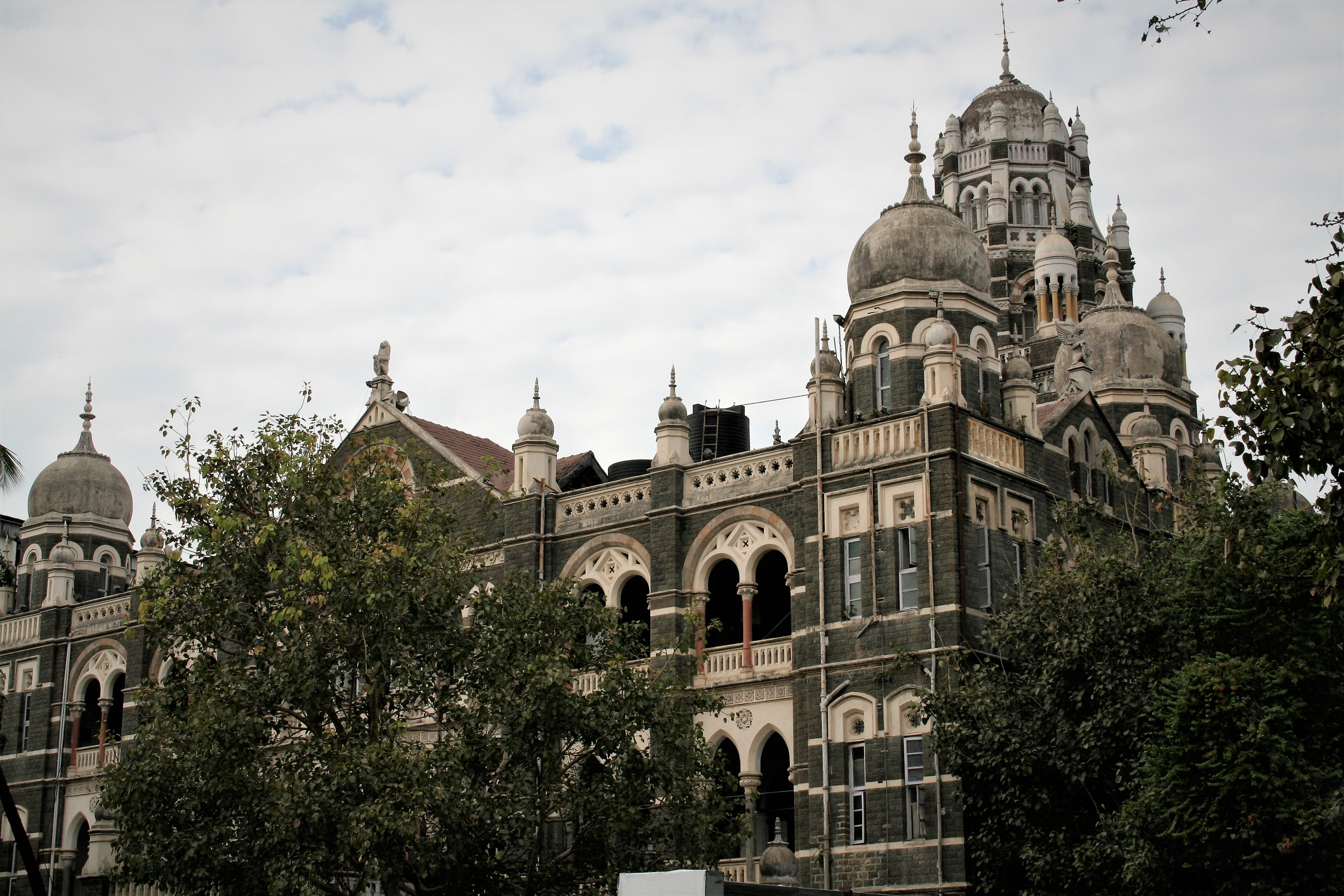
Siège social du Western Railway, Churchgate
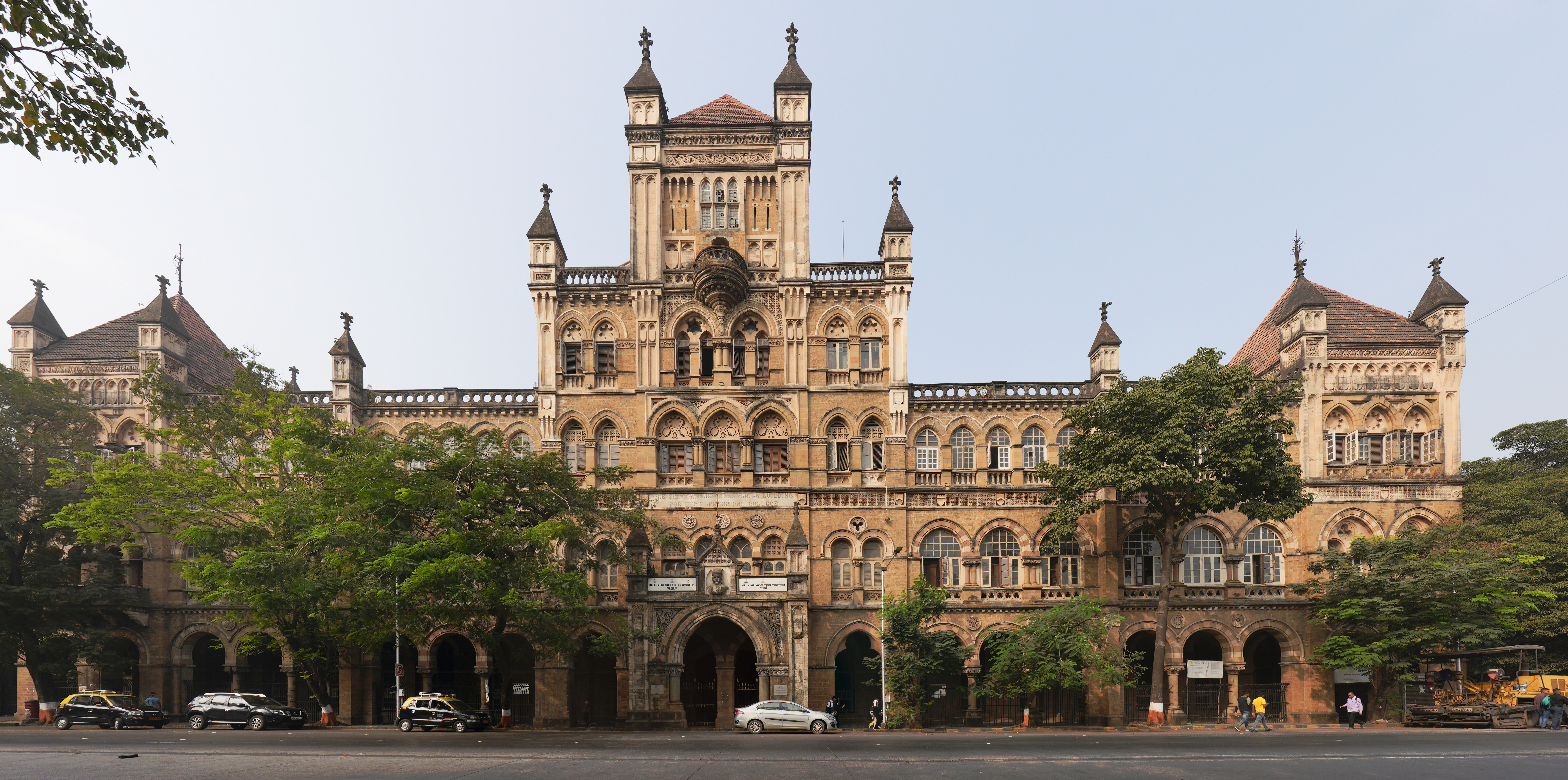
Bâtiment du Elphinstone College, Fort
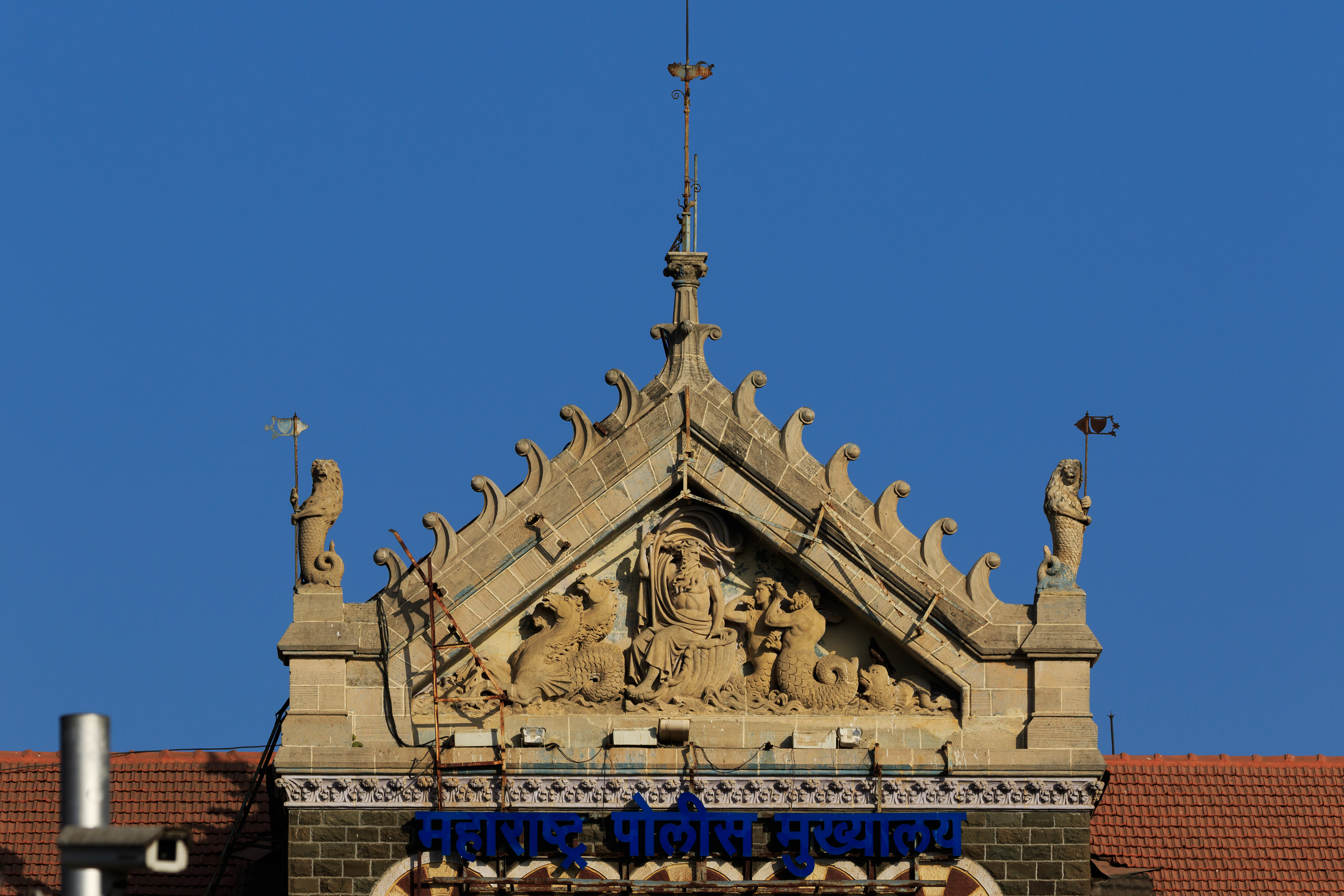
Détail du fronton de la Préfecture de Police du Maharashtra.
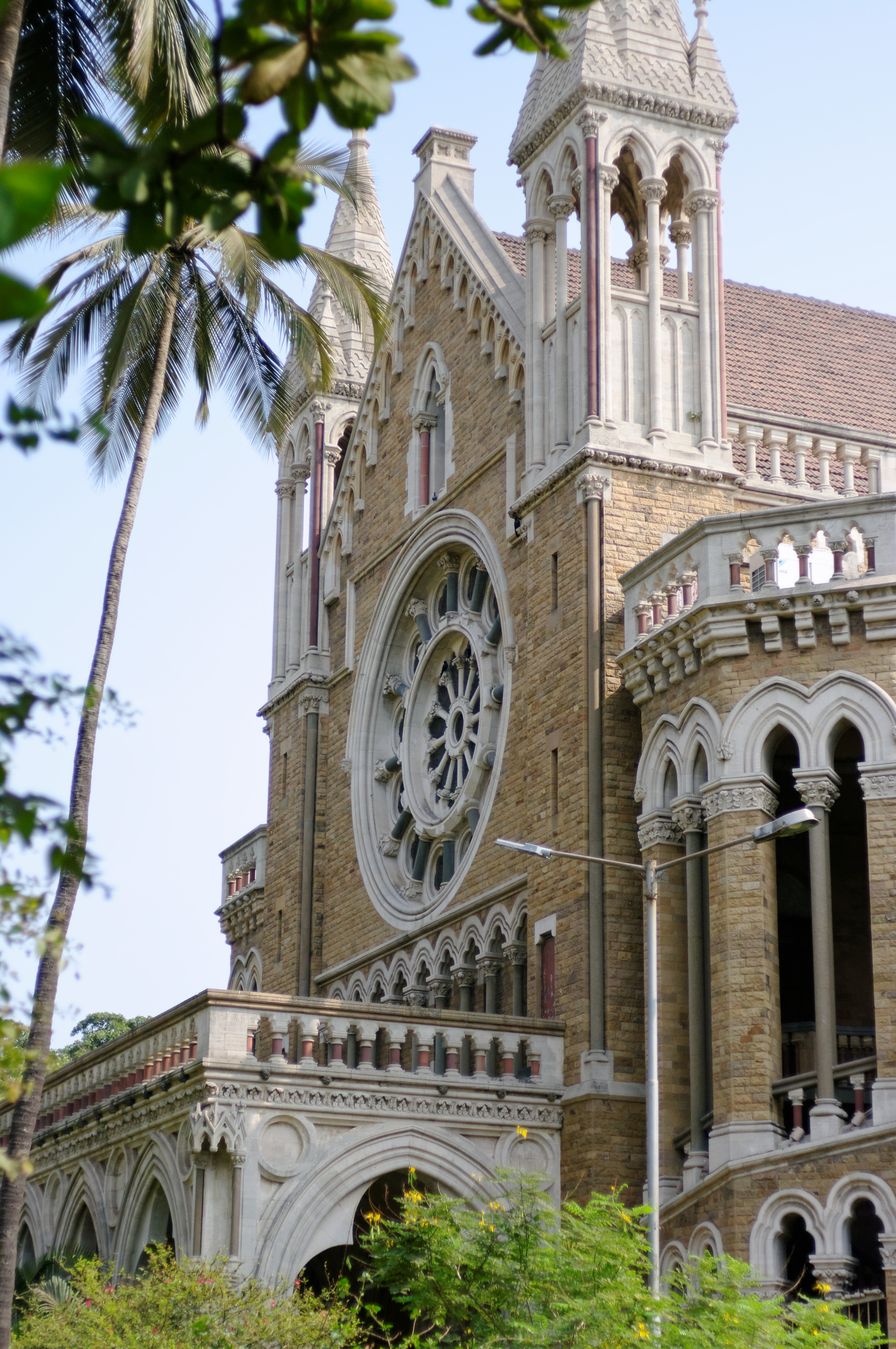
L'auditorium de l'Université
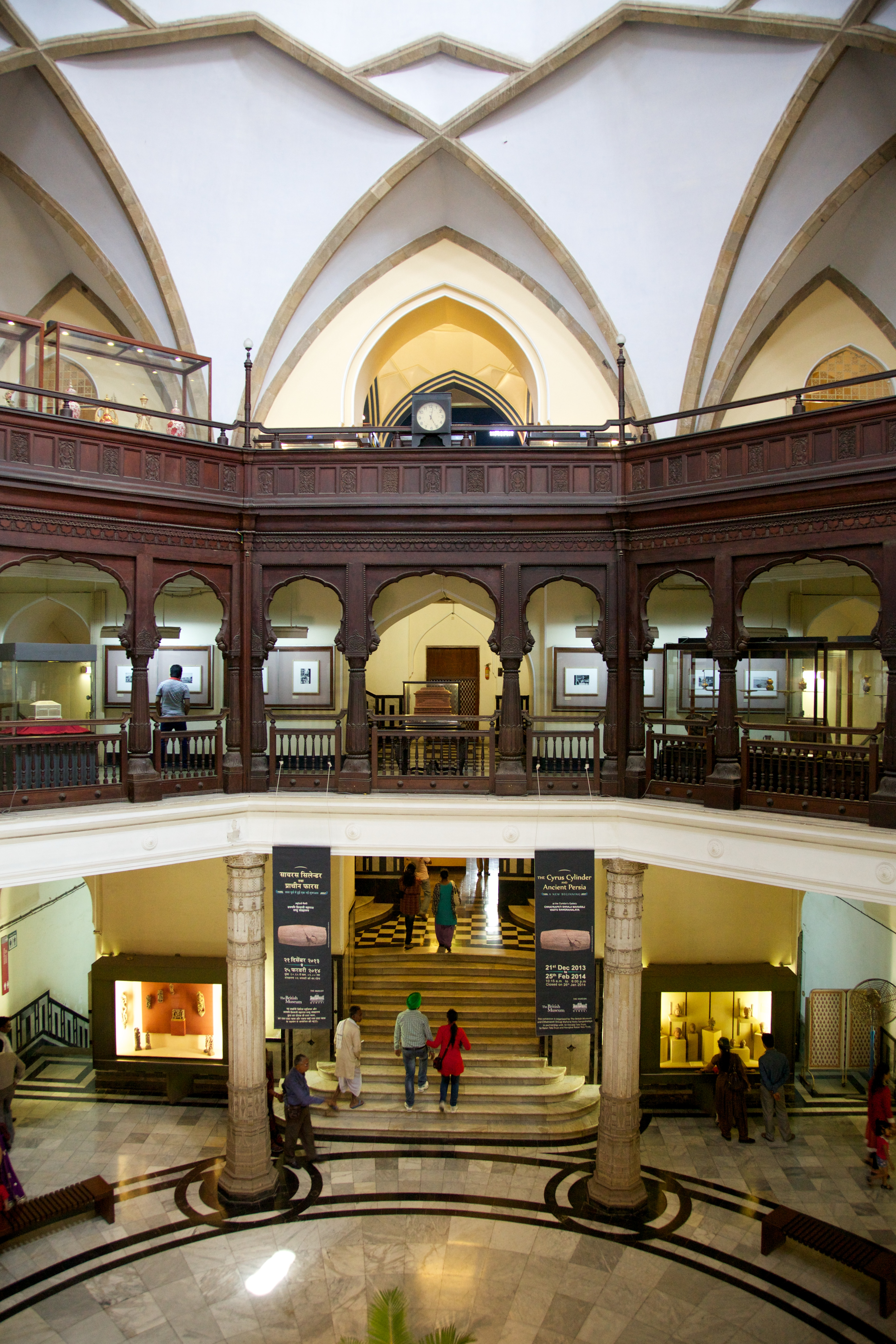
L'atrium du CSMVS
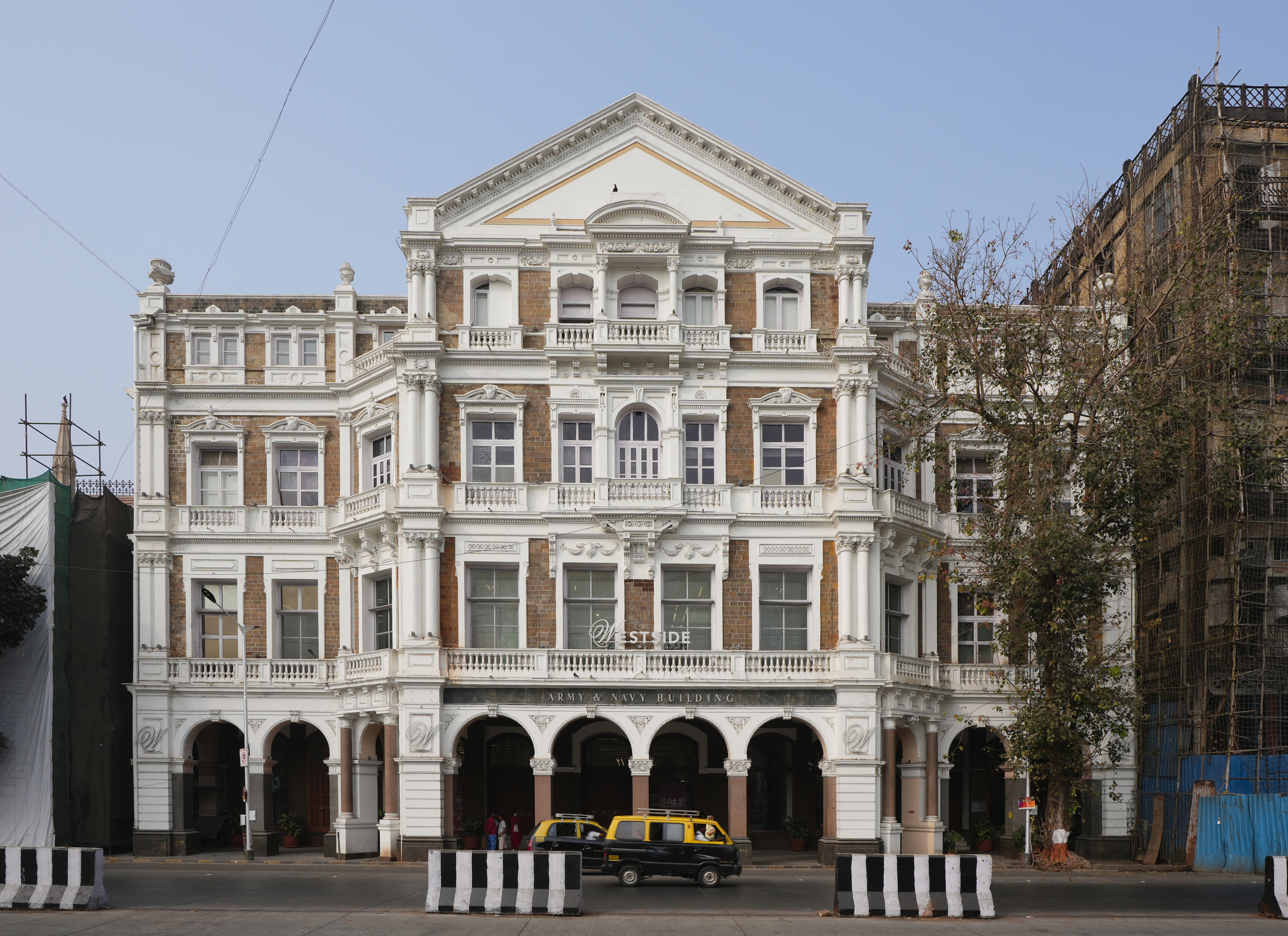
Le Army and Navy Building, Fort
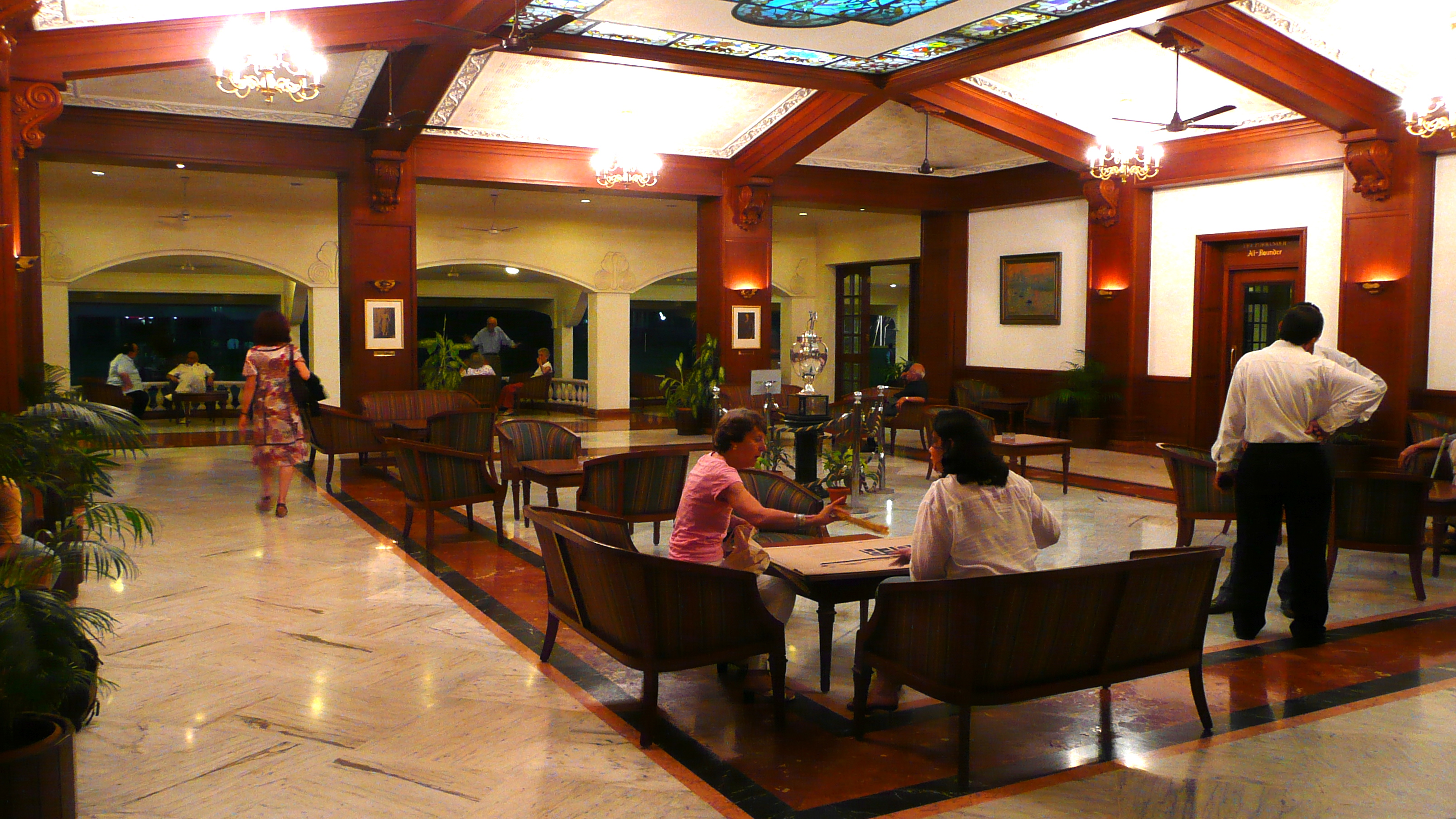
Le hall d'entrée du Cricket Club of India, Churchgate